# Freie-Partie-Europameisterschaft der Junioren 1995/96

Logo CEB (ausrichtender Verband)

Die Freie-Partie-Europameisterschaft der Junioren 1995 war das 20. Turnier in dieser Disziplin des Karambolagebillards und fand vom 8. bis zum 10. Dezember 1995 in Vejle statt. Die Meisterschaft zählte zur Saison 1995/96.

## Geschichte
Der Niederländer Gunther Vastré gewann  vor dem Franzosen Jérôme Galerne und dem Spanier Juan Carlos Pareras den Titel.

## Modus
Gespielt wurde eine Vorrunde im Round-Robin-Modus, danach eine Knock-out-Runde  bis 300 Punkte oder 20 Aufnahmen.
Platzierung in den Tabellen bei Punktgleichheit:
1. MP = Matchpunkte
2. GD = Generaldurchschnitt
3. HS = Höchstserie

## Vorrunde
| Abschlusstabelle Gruppe A | Abschlusstabelle Gruppe A | Abschlusstabelle Gruppe A | Abschlusstabelle Gruppe A | Abschlusstabelle Gruppe A | Abschlusstabelle Gruppe A | Abschlusstabelle Gruppe A | Abschlusstabelle Gruppe A | Abschlusstabelle Gruppe A |
| Platz                     | Name                      | MP                        | Pkte                      | Aufn.                     | GD                        | BED                       | HS                        |                           |
| ------------------------- | ------------------------- | ------------------------- | ------------------------- | ------------------------- | ------------------------- | ------------------------- | ------------------------- | ------------------------- |
| 1                         | Michael Mikkelsen         | 6:0                       | 900                       | 17                        | 52,94                     | 75,00                     | 206                       |                           |
| 2                         | Esteve Mata               | 4:2                       | 614                       | 13                        | 47,23                     | 75,00                     | 263                       |                           |
| 3                         | Martin Slovaček           | 2:4                       | 443                       | 26                        | 17,03                     | 18,75                     | 107                       |                           |
| 4                         | Johan Loncelle            | 0:6                       | 539                       | 28                        | 19,25                     | -                         | 148                       |                           |

| Abschlusstabelle Gruppe B | Abschlusstabelle Gruppe B | Abschlusstabelle Gruppe B | Abschlusstabelle Gruppe B | Abschlusstabelle Gruppe B | Abschlusstabelle Gruppe B | Abschlusstabelle Gruppe B | Abschlusstabelle Gruppe B | Abschlusstabelle Gruppe B |
| Platz                     | Name                      | MP                        | Pkte                      | Aufn.                     | GD                        | BED                       | HS                        |                           |
| ------------------------- | ------------------------- | ------------------------- | ------------------------- | ------------------------- | ------------------------- | ------------------------- | ------------------------- | ------------------------- |
| 1                         | Juan Carlos Pareras       | 5:1                       | 900                       | 34                        | 26,47                     | 37,50                     | 197                       |                           |
| 2                         | Gunther Vastré            | 4:2                       | 768                       | 14                        | 54,85                     | 150,00                    | 299                       |                           |
| 3                         | Stéphane Libert           | 3:3                       | 602                       | 23                        | 26,17                     | 30,00                     | 151                       |                           |
| 4                         | Tamas Szolnoki            | 0:6                       | 216                       | 29                        | 7,44                      | -                         | 38                        |                           |

| Abschlusstabelle Gruppe C | Abschlusstabelle Gruppe C | Abschlusstabelle Gruppe C | Abschlusstabelle Gruppe C | Abschlusstabelle Gruppe C | Abschlusstabelle Gruppe C | Abschlusstabelle Gruppe C | Abschlusstabelle Gruppe C | Abschlusstabelle Gruppe C |
| Platz                     | Name                      | MP                        | Pkte                      | Aufn.                     | GD                        | BED                       | HS                        |                           |
| ------------------------- | ------------------------- | ------------------------- | ------------------------- | ------------------------- | ------------------------- | ------------------------- | ------------------------- | ------------------------- |
| 1                         | Dave Christiani           | 6:0                       | 900                       | 10                        | 90,00                     | 150,00                    | 280                       |                           |
| 2                         | Arnim Kahofer             | 4:2                       | 803                       | 13                        | 61,76                     | 60,00                     | 197                       |                           |
| 3                         | Christian Jansen          | 2:4                       | 545                       | 22                        | 24,72                     | 20,00                     | 157                       |                           |
| 4                         | Sergio Nicotra            | 0:6                       | 268                       | 25                        | 10,72                     | -                         | 41                        |                           |

| Abschlusstabelle Gruppe D | Abschlusstabelle Gruppe D | Abschlusstabelle Gruppe D | Abschlusstabelle Gruppe D | Abschlusstabelle Gruppe D | Abschlusstabelle Gruppe D | Abschlusstabelle Gruppe D | Abschlusstabelle Gruppe D | Abschlusstabelle Gruppe D |
| Platz                     | Name                      | MP                        | Pkte                      | Aufn.                     | GD                        | BED                       | HS                        |                           |
| ------------------------- | ------------------------- | ------------------------- | ------------------------- | ------------------------- | ------------------------- | ------------------------- | ------------------------- | ------------------------- |
| 1                         | Jérôme Galerne            | 4:2                       | 671                       | 12                        | 55,91                     | 150,00                    | 210                       |                           |
| 2                         | Sven Daske                | 4:2                       | 657                       | 20                        | 32,85                     | 100,00                    | 226                       |                           |
| 3                         | Josef Cervenka            | 4:2                       | 788                       | 40                        | 19,70                     | 60,00                     | 220                       |                           |
| 4                         | Tejs Lund Tafdrup         | 0:6                       | 252                       | 28                        | 9,00                      | -                         | 74                        |                           |

## Finalrunde
|  | Viertelfinale 300/20 | Viertelfinale 300/20  |                       |                       | Halbfinale 300/20     | Halbfinale 300/20 |  |  | Finale 300/20 | Finale 300/20 |
|  |                      |                       |                       |                       |                       |                   |  |  |               |               |
|  |                      |                       |                       |                       |                       |                   |  |  |               |               |
|  | Michael Mikkelsen    | 2:0/300(2)/150,00/297 |                       |                       |                       |                   |  |  |               |               |
|  | Michael Mikkelsen    | 2:0/300(2)/150,00/297 |                       |                       |                       |                   |  |  |               |               |
|  | Sven Daske           | 0:2/6(2)/3,00/6       |                       |                       |                       |                   |  |  |               |               |
|  | Sven Daske           | 0:2/6(2)/3,00/6       | Michael Mikkelsen     | 0:2/140(1)/140,00/140 |                       |                   |  |  |               |               |
|  |                      |                       | Michael Mikkelsen     | 0:2/140(1)/140,00/140 |                       |                   |  |  |               |               |
|  |                      | Gunther Vastré        | 2:0/300(1)/300,00/300 |                       |                       |                   |  |  |               |               |
|  | Dave Christiani      | Gunther Vastré        | 2:0/300(1)/300,00/300 | 0:2/0(1)/0,00/0       |                       |                   |  |  |               |               |
|  | Dave Christiani      |                       |                       | 0:2/0(1)/0,00/0       |                       |                   |  |  |               |               |
|  | Gunther Vastré       | 2:0/300(1)/300,00/300 |                       |                       |                       |                   |  |  |               |               |
|  |                      |                       | Gunther Vastré        | 2:0/300(7)/42,85/123  |                       |                   |  |  |               |               |
|  |                      |                       |                       | Jérôme Galerne        | 0:2/292(7)/41,71/114  |                   |  |  |               |               |
|  | Juan Carlos Pareras  | 2:0/300(3)/100,00/174 |                       |                       |                       |                   |  |  |               |               |
|  | Arnim Kahofer        | 0:2/184(3)/61,33/125  |                       |                       |                       |                   |  |  |               |               |
|  | Arnim Kahofer        | 0:2/184(3)/61,33/125  | Juan Carlos Pareras   | 0:2/4(1)/4,00/4       |                       |                   |  |  |               |               |
|  |                      |                       | Juan Carlos Pareras   | 0:2/4(1)/4,00/4       | Spiel um Platz 3      |                   |  |  |               |               |
|  |                      | Jérôme Galerne        | 2:0/300(1)/300,00/300 |                       |                       |                   |  |  |               |               |
|  | Jérôme Galerne       | Jérôme Galerne        | 2:0/300(1)/300,00/300 | 2:0/300(5)/60,00/125  | Michael Mikkelsen     | 0:2/10(2)/5,00/8  |  |  |               |               |
|  | Jérôme Galerne       |                       |                       | 2:0/300(5)/60,00/125  | Michael Mikkelsen     | 0:2/10(2)/5,00/8  |  |  |               |               |
|  | Esteve Mata          | 0:2/275(5)/55,00/197  |                       | Juan Carlos Pareras   | 2:0/300(2)/150,00/205 |                   |  |  |               |               |
|  | Esteve Mata          | 0:2/275(5)/55,00/197  |                       |                       | 2:0/300(2)/150,00/205 |                   |  |  |               |               |
|  |                      |                       |                       |                       |                       |                   |  |  |               |               |

## Endergebnis
| MP    | Match Points (Sieger = 2; Unentschieden = 1; Verlierer = 0) |
| Pkte. | Erzielte Karambolagen                                       |
| Aufn. | Benötigte Versuche                                          |
| GD    | Generaldurchschnitt                                         |
| BED   | Bester Einzeldurchschnitt eines Spielers                    |
| HS    | Höchstserie                                                 |
|       | Bester GD des Turniers                                      |
|       | Bester ED des Turniers                                      |
|       | Beste HS des Turniers                                       |
|       | 1. Platz (Gold)                                             |
|       | 2. Platz (Silber)                                           |
|       | 3. Platz (Bronze)                                           |

| Platz                      | Name                | MP   | Pkte | Aufn. | GD    | BED    | HS  |
| -------------------------- | ------------------- | ---- | ---- | ----- | ----- | ------ | --- |
| 1                          | Gunther Vastré      | 10:2 | 1668 | 23    | 72,52 | 300,00 | 300 |
| 2                          | Jérôme Galerne      | 8:4  | 1563 | 25    | 62,52 | 300,00 | 300 |
| 3                          | Juan Carlos Pareras | 9:3  | 1504 | 40    | 37,60 | 150,00 | 205 |
| 4                          | Michael Mikkelsen   | 8:4  | 1350 | 22    | 61,36 | 150,00 | 297 |
| 5                          | Dave Christiani     | 6:2  | 900  | 11    | 81,81 | 150,00 | 280 |
| 6                          | Arnim Kahofer       | 4:4  | 987  | 16    | 61,68 | 60,00  | 197 |
| 7                          | Esteve Mata         | 4:4  | 889  | 18    | 49,38 | 75,00  | 263 |
| 8                          | Sven Daske          | 4:4  | 663  | 22    | 30,13 | 100,00 | 226 |
| 9                          | Josef Cervenka      | 4:2  | 788  | 40    | 19,70 | 60,00  | 220 |
| 10                         | Stéphane Libert     | 3:3  | 602  | 23    | 26,17 | 30,00  | 151 |
| 11                         | Christian Jansen    | 2:4  | 545  | 22    | 24,72 | 20,00  | 157 |
| 12                         | Martin Slovaček     | 2:4  | 443  | 26    | 17,03 | 18,75  | 107 |
| 13                         | Johan Loncelle      | 0:6  | 539  | 28    | 19,25 | -      | 148 |
| 14                         | Sergio Nicotra      | 0:6  | 268  | 25    | 10,72 | -      | 41  |
| 15                         | Tejs Lund Tafdrup   | 0:6  | 252  | 28    | 9,00  | -      | 74  |
| 16                         | Tamas Szolnoki      | 0:6  | 216  | 29    | 7,44  | -      | 38  |
| Turnierdurchschnitt: 33,10 |                     |      |      |       |       |        |     |